# 이석주 (서울특별시의원)
이석주(李錫柱, 1954년 8월 4일 ~ )은 대한민국 서울특별시의회 의원이다.

## 학력
- 서울공업고등학교
- 서울산업대학교 건축학과
- 한양대학교 산업대학원 공학 석사
- 한양대학교 도시대학원 공학 박사

## 경력
- 서울시 공무원
- 2002년 7월 1일 ~ 2006년 6월 30일 : 제4대 서울특별시 강남구의회 의원
- 2006년 7월 1일 ~ 2010년 6월 30일 : 제5대 서울특별시 강남구의회 의원
- 2014년 7월 1일 ~ 2018년 6월 30일 : 제9대 서울특별시의회 의원
  - 도시안전건설위원회 위원
  - 싱크홀 발생 원인조사 및 안전대책 특별위원회 위원
  - 지역균형발전 지원 특별위원회 위원
  - 예산결산특별위원회 위원
  - 서부지역 광역철도 건설 특별위원회 위원
  - 도시계획관리위원회 위원
  - 2018 평창동계올림픽 지원 및 스포츠 활성화를 위한 특별위원회 위원
- 2018년 7월 1일 ~ 2022년 4월 11일 : 제10대 서울특별시의회 의원
  - 도시계획관리위원회 위원
  - 윤리특별위원회 위원
  - 예산결산특별위원회 위원
  - 교육위원회 위원

## 역대 선거 결과
|  | 47.34% |

|  | 30.99% |

|  | 25.49% |

|  | 61.33% |

|  | 43.59% |